# Geissolepis
Geissolepis je monotipski rod glavočika smješten u vlastiti podtribus Geissolepinae, dio tribusa Astereae. Jedina vrsta je G. suaedifolia iz sjeveroistočnog Meksika.